# Manjula Wijesekara
Manjula Kumara Wijesekara Pathiranage (in singalese: මංජුල කුමාර විජේසේකර; Morawaka, 30 gennaio 1984) è un altista cingalese.
Rappresentante dello Sri Lanka in numerose manifestazioni regionali e internazionali arrivando anche ai Giochi olimpici nel 2004 ad Atene.

## Record nazionali
- Salto in alto: 2,27 m ( Colombo, 23 luglio 2004)
- Salto in alto (indoor): 2,24 m ( Doha, 19 febbraio 2016)
- Salto triplo (indoor): 15,25 m ( Albuquerque, 21 gennaio 2006)

## Palmarès
| Anno | Manifestazione               | Sede        | Evento        | Risultato | Prestazione | Note             |
| ---- | ---------------------------- | ----------- | ------------- | --------- | ----------- | ---------------- |
| 2001 | Mondiali allievi             | Debrecen    | Salto in alto | 8º        | 2,10 m      |                  |
| 2002 | Mondiali juniores            | Kingston    | Salto in alto | 9º        | 2,14 m      |                  |
| 2002 | Campionati asiatici          | Colombo     | Salto in alto | 5º        | 2,15 m      |                  |
| 2002 | Giochi asiatici              | Pusan       | Salto in alto | 8º        | 2,10 m      |                  |
| 2002 | Campionati asiatici juniores | Bangkok     | Salto in alto | 5º        | 2,15 m      |                  |
| 2003 | Campionati asiatici          | Manila      | Salto in alto | 11º       | 2,10 m      |                  |
| 2004 | Giochi dell'Asia meridionale | Islamabad   | Salto in alto | Oro       | 2,20 m      | Record nazionale |
| 2004 | Giochi olimpici              | Atene       | Salto in alto | 20º (q)   | 2,20 m      |                  |
| 2005 | Mondiali                     | Helsinki    | Salto in alto | 21º (q)   | 2,15 m      |                  |
| 2005 | Campionati asiatici          | Incheon     | Salto in alto | Oro       | 2,27 m      | Record nazionale |
| 2006 | Giochi asiatici              | Doha        | Salto in alto | 7º        | 2,15 m      |                  |
| 2006 | Giochi dell'Asia meridionale | Colombo     | Salto in alto | Oro       | 2,19 m      |                  |
| 2009 | Campionati asiatici          | Canton      | Salto in alto | Oro       | 2,23 m      |                  |
| 2010 | Giochi del Commonwealth      | Nuova Delhi | Salto in alto | 9º        | 2,15 m      |                  |
| 2010 | Giochi asiatici              | Canton      | Salto in alto | 6º        | 2,19 m      |                  |
| 2013 | Campionati asiatici          | Pune        | Salto in alto | 8º        | 2,18 m      |                  |
| 2014 | Giochi asiatici              | Incheon     | Salto in alto | 12º       | 2,15 m      |                  |
| 2015 | Campionati asiatici          | Wuhan       | Salto in alto | 6º        | 2,20 m      |                  |
| 2016 | Giochi dell'Asia meridionale | Guwahati    | Salto in alto | Oro       | 2,17 m      |                  |
| 2016 | Campionati asiatici indoor   | Doha        | Salto in alto | Bronzo    | 2,24 m      |                  |
| 2017 | Campionati asiatici          | Bhubaneswar | Salto in alto | 6º        | 2,20 m      |                  |
| 2017 | Giochi asiatici indoor       | Aşgabat     | Salto in alto | Bronzo    | 2,21 m      |                  |
| 2018 | Giochi del Commonwealth      | Gold Coast  | Salto in alto | Finale    | nm          |                  |